# Raveniopsis ruellioides
Raveniopsis ruellioides là một loài thực vật có hoa trong họ Cửu lý hương. Loài này được (Oliv.) R.S.Cowan miêu tả khoa học đầu tiên năm 1960.